# 雙帶鉛筆魚
雙帶鉛筆魚（学名：Nannostomus bifasciatus），為輻鰭魚綱脂鯉目脂鯉亞目鱂脂鯉科的其一種，其种加词“bifasciatus”意为“双带的”。分布於南美洲蘇利南及法屬圭亞那沿岸的淡水流域，體長可達3.4公分，棲息中底層水域，成群活動，屬雜食性，生活習性不明，可做為觀賞魚。